# Čandrapúr
Čandrapúr (maráthsky चंद्रपूर) je město v Maháráštře, jednom z indických svazových států. K roku 2011 v něm žilo přes 320 tisíc obyvatel.

## Poloha a doprava
Čandrapúr leží v jihovýchodní části Maháráštry přímo na jih od Nágpuru v nadmořské výšce 188 metrů.
Přes město prochází železniční trať Nové Dillí – Čennaí.

## Obyvatelstvo
Nejužívanější řečí je maráthština, dále jsou užívány také góndština, telugština, hindština a angličtina. 
Přes 71 % obyvatel vyznává hinduismus, přes 15 % buddhismus a přes 10 % islám. Bezmála procento obyvatel vyznává křesťanství a zhruba půlprocentní podíl mají džinismus a sikhismus.